# Nézőpont (Asimov)
A Nézőpont (angolul: Point of View) Isaac Asimov tudományos-fantasztikus novellája, amely először 1975-ben jelent meg, a Boys' Life magazin júliusi számában. Nem részesült népszerű fogadtatásban, így nem sokszor adták ki újra. Magyarul a Robottörténetek című novelláskötetben olvasható. A novella ugyanakkor része egy, a Multivac számítógépről szóló, lazán összefüggő sorozatnak is.

## Történet
|  | Alább a cselekmény részletei következnek! |

A Multivac óriásszámítógép ismét rosszalkodik. Roger ezt abból állapította meg, hogy apja – annak ellenére, hogy vasárnap van – még mindig nem érkezett haza. A tizenhárom éves gyerek felkeresi hát apját, s miközben esznek, beszélget vele. Az apa elmondja, hogy mostanában teljesen kiszámíthatatlanul válaszol a gép a kérdésekre, pedig eredetileg nem volt vele baj. Miután elkészült, olyan értelmes volt, mint egy ember, és teljesen meg lehetett bízni benne. Most viszont úgy viselkedik, mint egy idióta: ugyanarra a kérdésre különböző válaszokat ad, s gyakran hibás eredményt közöl. Roger rámutat arra, hogy talán csak az a baj, hogy rosszul kezelik őt: lehet, hogy tényleg egy őrült, vagy akár egy gyerek. Ha pedig Multivac gyerek, akkor szüksége van napi egy-két óra szórakozásra. Az apa elgondolkozik az ötleten, s számolgatva rájön, hogy így valóban megoldódna a gond. S elvégre napi két óra szünet kevesebbet árt, mint napi 24 óra teljes csőd.

## Megjelenések

### angol nyelven
1. Boys' Life, 1975. július
2. Isaac Asimov's Science Fiction Magazine, 1979. április
3. The Complete Robot (Doubleday, 1982)
4. The Robot Collection (Doubleday, 1983)

### magyar nyelven
1. Galaktika, 1992. szeptember (ford.: Füssi-Nagy Géza)
2. Robottörténetek, I. kötet (Móra, 1993, ford.: Füssi-Nagy Géza)